# Constitution des îles Turques-et-Caïques
Lire en ligne

Consulter

La Constitution des îles Turques et Caïques, dans sa forme actuelle, a été adoptée en 2011.